# Herodotus (cráter)

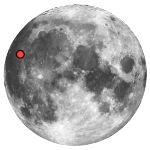
Localización sobre el globo lunar

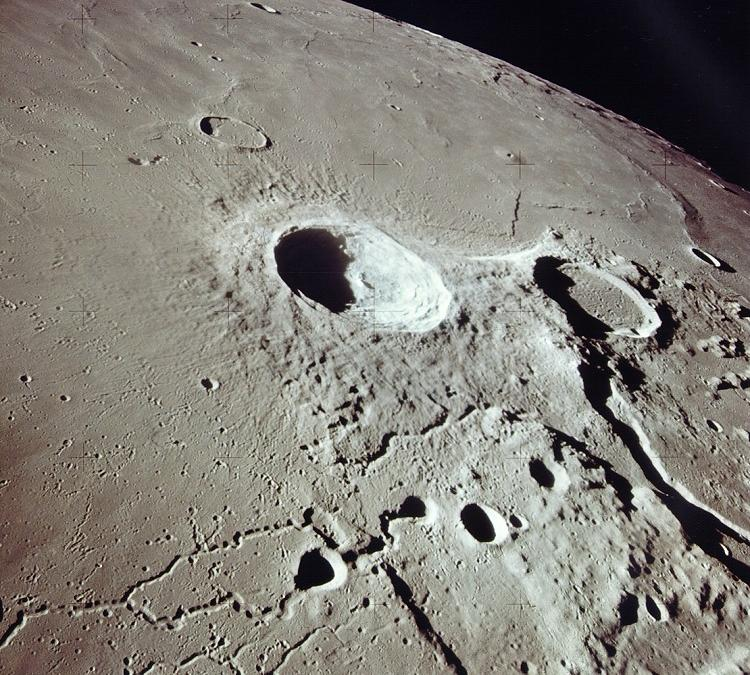
Fotografía de la misión Apolo 15

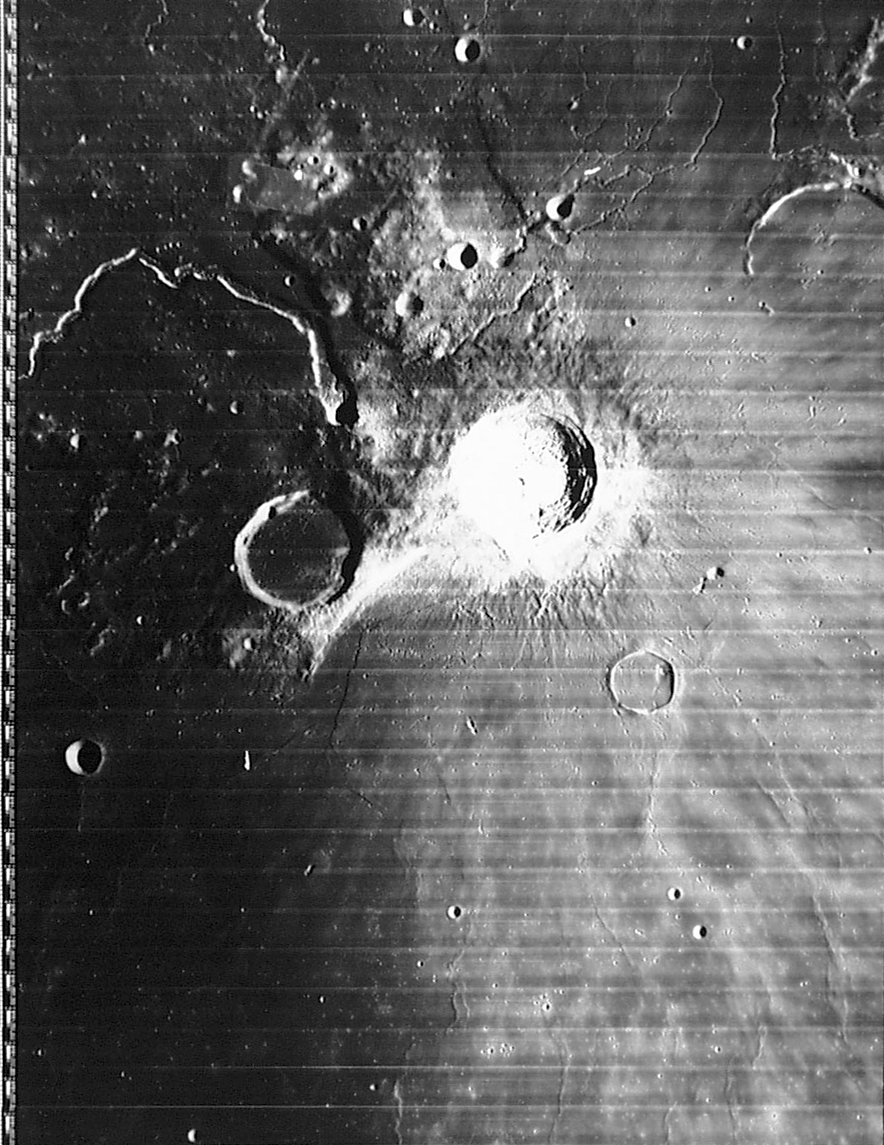
Cráteres Herodotus (izquierda) y Aristarchus

Herodotus es un cráter de impacto lunar ubicado en una meseta baja situada en medio del Oceanus Procellarum. Al este aparece el cráter ligeramente más grande Aristarchus. A través del mar lunar hacia el oeste se halla Schiaparelli. Casi al sur, en la superficie del mare se localiza un solitario domo designado Herodotus Omega (ω).
El cráter Herodotus tiene un borde ligeramente irregular y estrecho, con una apariencia algo oblonga debido al escorzo. El suelo interior ha sido inundado por la lava, con menor albedo que su más brillante y prominente vecino Aristarchus. Un pequeño cráter se solapa al borde en su lado noroeste, aunque la pared externa aparece bastante intacta. Sin embargo, el brocal es inusualmente delgado en relación con su tamaño.
|  |

Al norte de Herodotus se halla el inicio del Vallis Schröteri, un valle que tiene una longitud de 160 kilómetros y una profundidad máxima de casi un kilómetro. Comienza en un pequeño cráter a unos 40 km al norte del brocal de Herodotus, luego serpentea a través de la superficie hacia el norte, antes de girar al noroeste y finalmente al suroeste antes precipitarse contra el borde de la meseta sobre la que se encuentra Herodotus. El valle es más ancho en la zona del cráter que en otros lugares, lo que le ha valido a esta zona el apodo de la "Cabeza de Cobra".

## Cráteres satélite
Por convención estos elementos se identifican en los mapas lunares colocando la letra en el lado del punto medio del cráter que está más cercano a Herodotus.
|           | \| Herodotus \| Coordenadas \| Diámetro \| \| --------- \| ----------------------------- \| -------- \| \| A \| 21°30′N 52°00′O / 21.5, -52.0 \| 10 km \| \| B \| 22°36′N 55°24′O / 22.6, -55.4 \| 6 km \| \| C \| 21°54′N 55°00′O / 21.9, -55.0 \| 5 km \| \| E \| 29°30′N 51°48′O / 29.5, -51.8 \| 48 km \| \| G \| 24°42′N 50°12′O / 24.7, -50.2 \| 4 km \| \| H \| 26°48′N 50°00′O / 26.8, -50.0 \| 6 km \| \| K \| 24°30′N 51°54′O / 24.5, -51.9 \| 5 km \| \| L \| 26°06′N 53°12′O / 26.1, -53.2 \| 4 km \| \| N \| 23°42′N 50°00′O / 23.7, -50.0 \| 4 km \| \| R \| 27°18′N 53°54′O / 27.3, -53.9 \| 4 km \| \| S \| 27°42′N 53°24′O / 27.7, -53.4 \| 4 km \| \| T \| 27°54′N 53°48′O / 27.9, -53.8 \| 5 km \| |          |
| Herodotus | Coordenadas | Diámetro |
| A         | 21°30′N 52°00′O / 21.5, -52.0 | 10 km    |
| B         | 22°36′N 55°24′O / 22.6, -55.4 | 6 km     |
| C         | 21°54′N 55°00′O / 21.9, -55.0 | 5 km     |
| E         | 29°30′N 51°48′O / 29.5, -51.8 | 48 km    |
| G         | 24°42′N 50°12′O / 24.7, -50.2 | 4 km     |
| H         | 26°48′N 50°00′O / 26.8, -50.0 | 6 km     |
| K         | 24°30′N 51°54′O / 24.5, -51.9 | 5 km     |
| L         | 26°06′N 53°12′O / 26.1, -53.2 | 4 km     |
| N         | 23°42′N 50°00′O / 23.7, -50.0 | 4 km     |
| R         | 27°18′N 53°54′O / 27.3, -53.9 | 4 km     |
| S         | 27°42′N 53°24′O / 27.7, -53.4 | 4 km     |
| T         | 27°54′N 53°48′O / 27.9, -53.8 | 5 km     |

Los siguientes cráteres han sido renombrados por el IAU:
- Herodotus D -  Véase  Raman.